# 宇津站

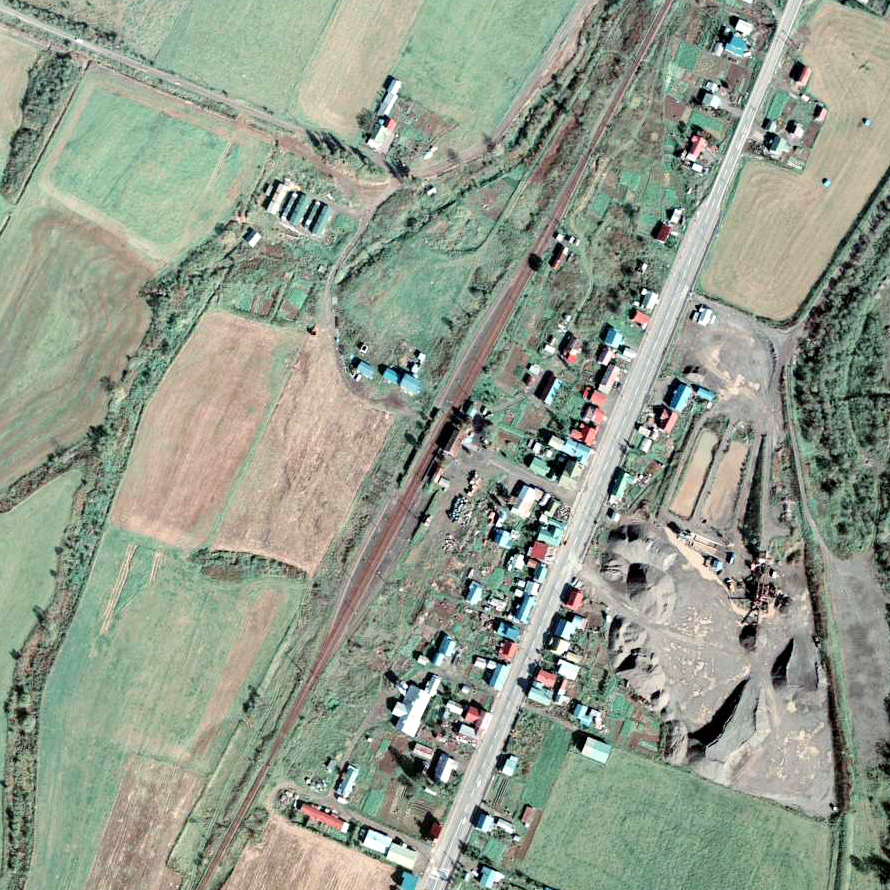
1978年的宇津站與方圓約500米範圍。上方為紋別方向。圖中可看見2面2線的短相對式月台，車站大樓旁邊設有2條貨物月台和引込線。車站後方設有副本線和農田，曾經車站後方設有大型堆場，當時放置了木材。圖中是結束處理貨物前的情況，車站大樓也比較少使用。

宇津站（日语：／ Utsu eki */?）是位於北海道紋別郡興部町字宇津，北海道旅客鐵道（JR北海道）的名寄本線車站（廢站）。隨著名寄本線廢線，車站在1989年（平成元年）5月1日廢除。

## 歷史
- 1921年（大正10年）10月5日 - 鐵道省名寄線上興部至興部之間開通，此站啟用。名寄線全線開通[2]。當時為一般車站。
- 1923年（大正12年）11月5日 - 路線名稱改為名寄本線。
- 1949年（昭和24年）6月1日 - 日本國有鐵道成立，成為日本國有鐵道車站。
- 1978年（昭和53年）12月1日 - 結束處理貨物和行李。成為民間委託車站[3]。
- 1987年（昭和62年）4月1日 - 伴隨國鐵分割民營化，車站由北海道旅客鐵道（JR北海道）營運。
- 1989年（平成元年）5月1日 - 名寄本線全線廢除，此站也廢除。

## 車站構造
截至車站廢除前，車站是一座地面車站，設有1面1線的單式月台。月台位於路軌西南方（遠輕方向會開啟右邊車門）。在名寄一方設有路軌分支，連接車站大樓附近的貨物側線1線（缺角式月台）。曾經站內設有2面2線的相對式月台，當時可進行列車交會。在交會設備結束使用後，把交會路軌撤走。月台前後的軌路為彎曲，這是轉轍器遺留下來的後果。
此站是無人車站。在有人車站時代還有車站大樓。大樓位於站內西南方，鄰接月台中央部分。在啟用以來設有古老木製車站大樓。

## 站名的由來
車站名稱取自所在地名。地名源自阿伊努語的「ウッ（ut）」，其意思是「肋骨、轉向旁邊的河流」。

## 車站周邊
- 國道239號（日语：国道239号）（天北國道）[7]
- 北海道道883號宇津澤木線（日语：北海道道883号宇津沢木線）
- 興部川[7]
- 三井山 - 車站東邊。海拔237米[7]。
- 名士巴士（日语：名士バス）「宇津小学校前」巴士站

## 現況
截至2000年（平成12年），車站遺址為空地。車站前的鋪裝道路還存在。截至2010年（平成22年）也是同樣，截至2011年（平成23年）仍然是空地。

## 相鄰車站
北海道旅客鐵道（JR北海道）
名寄本線
班溪－宇津－北興

## 注腳
1. ↑  1948年撮影航空写真（日語）（國土地理院 地圖、航空相片參閲服務）
2. ↑  《官報》 1921年09月27日　鉄道省告示第129号 （页面存档备份，存于）（日語）（國立國會圖書館數碼化收藏）
3. ↑  興部町百年史 平成5年3月發行。
4. 1 2 3  書籍《国鉄全線各駅停車1 北海道690駅》（小學館，1983年7月發行）209頁。
5. 1 2  書籍《鉄道廃線跡を歩くVII》（JTB出版，2000年1月發行）40頁。
6. ↑   (PDF). アイヌ語地名リスト. 北海道 環境生活部 アイヌ政策推進室. 2007  [2017-10-20]. （原始内容 (PDF)存档于2018-04-17） （日语）.
7. 1 2 3  書籍《北海道道路地図 改訂版》（地勢堂，1980年3月發行）18頁。
8. ↑  書籍《新 鉄道廃線跡を歩く1 北海道・北東北編》（JTB出版，2010年4月發行）34頁。
9. ↑  書籍《北海道の鉄道廃線跡》（著：本久公洋，北海道新聞社，2011年9月發行）118頁。